# Пото-Тано (район)
По́то-Та́но (індонез. Poto Tano) — один з 8 районів округу Західна Сумбава провінції Західна Південно-Східна Нуса у складі Індонезії. Розташований у північній частині. Адміністративний центр — село Пото-Тано.
Населення — 9634 особи (2012; 9327 в 2010).

## Адміністративний поділ
До складу району входять 8 сіл:
| Населений пункт       | Населення, осіб (2010) |
| --------------------- | ---------------------- |
| Кіантар, село         | 959                    |
| Кокар-Ліан, село      | 1704                   |
| Мантар, село          | 1351                   |
| Пото-Тано, село       | 1272                   |
| Сенаян, село          | 1249                   |
| Тебо, село            | 674                    |
| Туа-Нанга, село       | 1286                   |
| Упт-Тамбак-Сарі, село | 832                    |